# Mile Isaković
Mile Isaković (Šabac, 17 gennaio 1958) è un ex pallamanista e allenatore di pallamano serbo, fino al 1992 jugoslavo.

## Palmarès

### Olimpiadi
- 1 medaglia:
  - 1 oro (Los Angeles 1984)